# Grote Prijs van Montréal 2014
De vijfde editie van de wielerwedstrijd Grote Prijs van Montréal werd gehouden op 14 september 2014. De wedstrijd maakte deel uit van de UCI World Tour 2014. Titelverdediger was de Slowaak Peter Sagan. Simon Gerrans bewees net als twee dagen voordien in Quebec dat hij op dat moment de snelste van het peloton was.

## Deelnemende ploegen
| 18 UCI World Tour-ploegen | 18 UCI World Tour-ploegen | 18 UCI World Tour-ploegen | 1 wildcard        |
| ------------------------- | ------------------------- | ------------------------- | ----------------- |
| AG2R La Mondiale          | FDJ.fr                    | Movistar                  | Canadese selectie |
| Astana                    | Garmin Sharp              | Omega Pharma-Quick-Step   |                   |
| Belkin                    | Giant-Shimano             | Orica-GreenEdge           |                   |
| BMC Racing Team           | Lampre-Merida             | Sky ProCycling            |                   |
| Cannondale                | Lotto-Belisol             | Tinkoff-Saxo              |                   |
| Europcar                  | Katjoesja                 | Trek Factory Racing       |                   |
|                           |                           |                           |                   |

## Uitslag
| Plaats  | Naam                 | Ploeg              | Tijd     |
| ------- | -------------------- | ------------------ | -------- |
| Winnaar | Simon Gerrans        | Orica-GreenEdge    | 5u24':2" |
| 2       | Rui Costa            | Lampre-Merida      | + "      |
| 3       | Tony Gallopin        | Lotto-Belisol      | z.t.     |
| 4       | Ramunas Navardauskas | Team Garmin-Sharp  | z.t.     |
| 5       | Romain Bardet        | AG2R-La Mondiale   | z.t.     |
| 6       | Tom Dumoulin         | Giant-Shimano      | z.t.     |
| 7       | Greg Van Avermaet    | BMC Racing Team    | z.t.     |
| 8       | Jonathan Hivert      | Belkin Pro Cycling | z.t.     |
| 9       | Enrico Gasparotto    | Astana Pro Team    | z.t.     |
| 10      | Bauke Mollema        | Belkin Pro Cycling | z.t.     |

2010 · 2011 · 2012 · 2013 · 2014 · 2015 · 2016 · 2017 · 2018 · 2019 · 2020-2021 · 2022 · 2023 · 2024
 Tour Down Under · 
 Parijs-Nice · 
 Tirreno-Adriatico · 
 Milaan-San Remo · 
 Ronde van Catalonië · 
 E3 Harelbeke · 
 Gent-Wevelgem · 
 Ronde van Vlaanderen · 
 Ronde van het Baskenland · 
 Parijs-Roubaix · 
 Amstel Gold Race · 
 Waalse Pijl · 
 Luik-Bastenaken-Luik · 
 Ronde van Romandië · 
 Ronde van Italië · 
 Critérium du Dauphiné · 
 Ronde van Zwitserland · 
 Ronde van Frankrijk · 
 Clásica San Sebastián · 
 Ronde van Polen · 
  Eneco Tour · 
 Ronde van Spanje · 
 Vattenfall Cyclassics · 
 GP Ouest France-Plouay · 
 Grote Prijs van Quebec · 
 Grote Prijs van Montreal · 
 UCI Ploegentijdrit · 
 Ronde van Lombardije · 
 Ronde van Peking